# どさん娘
どさん娘（どさんむすめ）は、サトー商事が展開したラーメンチェーン。1968年創業。
北国商事（現：アスラポート）の「どさん子」を模した店舗名であり、当初はこちらも「どさんこ」と読んでいたが、北国商事との裁判で敗訴したことにより「どさんむすめ」に読み方を変更した。
ピーク時では800店舗を展開していた。